# Europese auto in 2007
Dit artikel geeft een overzicht van alle Europese personenwagens die in 2007 op de markt kwamen. De auto's staan alfabetisch gerangschikt per merk.
| Ariel |                  | concern:                       | onafhankelijk |
| Ariel | divisie:         |                                |               |
| Ariel | merk:            | Ariel Verenigd Koninkrijk      |               |
| Ariel | model:           | Atom 3 roadster (3e generatie) |               |
| Ariel | einde productie: | 2018                           |               |
| Ariel | productieaantal: | ?                              |               |

| Aston Martin |                  | concern:                         | onafhankelijk |
| Aston Martin | divisie:         |                                  |               |
| Aston Martin | merk:            | Aston Martin Verenigd Koninkrijk |               |
| Aston Martin | model:           | DBS                              |               |
| Aston Martin | einde productie: | 2012                             |               |
| Aston Martin | productieaantal: | 2536                             |               |

| Audi |                  | concern:                | Volkswagen AG Duitsland |
| Audi | divisie:         |                         |                         |
| Audi | merk:            | Audi Duitsland          |                         |
| Audi | model:           | A4 sedan (4e generatie) |                         |
| Audi | einde productie: | 2015                    |                         |
| Audi | productieaantal: | ?                       |                         |

| Audi |                  | concern:                     | Volkswagen AG Duitsland |
| Audi | divisie:         |                              |                         |
| Audi | merk:            | Audi Duitsland               |                         |
| Audi | model:           | A5 / S5 coupé (1e generatie) |                         |
| Audi | einde productie: | 2016                         |                         |
| Audi | productieaantal: | ?                            |                         |

| Audi |                  | concern:                | Volkswagen AG Duitsland |
| Audi | divisie:         |                         |                         |
| Audi | merk:            | Audi Duitsland          |                         |
| Audi | model:           | R8 coupé (1e generatie) |                         |
| Audi | einde productie: | 2015                    |                         |
| Audi | productieaantal: | ca. 21.000              |                         |

| Bentley |                  | concern:                    | Volkswagen AG Duitsland |
| Bentley | divisie:         |                             |                         |
| Bentley | merk:            | Bentley Verenigd Koninkrijk |                         |
| Bentley | model:           | Brooklands                  |                         |
| Bentley | einde productie: | ?                           |                         |
| Bentley | productieaantal: | ?                           |                         |

| Bentley |                  | concern:                    | Volkswagen AG Duitsland |
| Bentley | divisie:         |                             |                         |
| Bentley | merk:            | Bentley Verenigd Koninkrijk |                         |
| Bentley | model:           | Continental GTC             |                         |
| Bentley | einde productie: | ?                           |                         |
| Bentley | productieaantal: | ?                           |                         |

| Bitter |                  | concern:         | onafhankelijk |
| Bitter | divisie:         |                  |               |
| Bitter | merk:            | Bitter Duitsland |               |
| Bitter | model:           | Vero             |               |
| Bitter | einde productie: | 2009             |               |
| Bitter | productieaantal: | ca. 10           |               |

| BMW |                  | concern:                                         | onafhankelijk |
| BMW | divisie:         |                                                  |               |
| BMW | merk:            | BMW Duitsland                                    |               |
| BMW | model:           | 1-serie 3-deur (E81), coupé (E82) (1e generatie) |               |
| BMW | einde productie: | 2011 (E81), 2013 (E82)                           |               |
| BMW | productieaantal: | ?                                                |               |

| BMW |                  | concern:          | onafhankelijk |
| BMW | divisie:         |                   |               |
| BMW | merk:            | BMW Duitsland     |               |
| BMW | model:           | 3-serie cabriolet |               |
| BMW | einde productie: | ?                 |               |
| BMW | productieaantal: | ?                 |               |

| BMW |                  | concern:                                                       | onafhankelijk |
| BMW | divisie:         |                                                                |               |
| BMW | merk:            | BMW Duitsland                                                  |               |
| BMW | model:           | M3 coupé (E92; 4e generatie; sportieve variant van de 3-serie) |               |
| BMW | einde productie: | 2013                                                           |               |
| BMW | productieaantal: | 40.092                                                         |               |

| BMW |                  | concern:                                                                      | onafhankelijk |
| BMW | divisie:         |                                                                               |               |
| BMW | merk:            | BMW Duitsland                                                                 |               |
| BMW | model:           | M5 Touring stationwagen (E61; 4e generatie; sportieve variant van de 5-serie) |               |
| BMW | einde productie: | 2010                                                                          |               |
| BMW | productieaantal: | 1025                                                                          |               |

| Brabus |                  | concern:         | onafhankelijk |
| Brabus | divisie:         |                  |               |
| Brabus | merk:            | Brabus Duitsland |               |
| Brabus | model:           | Bullit           |               |
| Brabus | einde productie: | ?                |               |
| Brabus | productieaantal: | ?                |               |

| Cadillac |                  | concern:                             | General Motors Verenigde Staten |
| Cadillac | divisie:         |                                      |                                 |
| Cadillac | merk:            | Cadillac (Europa) Verenigde Staten   |                                 |
| Cadillac | model:           | BLS Wagon (gebaseerd op de Saab 9-3) |                                 |
| Cadillac | einde productie: | 2010                                 |                                 |
| Cadillac | productieaantal: | ca. 6000 (incl. sedan)               |                                 |

| Citroën |                  | concern:          | PSA Peugeot Citroën Frankrijk |
| Citroën | divisie:         |                   |                               |
| Citroën | merk:            | Citroën Frankrijk |                               |
| Citroën | model:           | C4 Picasso        |                               |
| Citroën | einde productie: | ?                 |                               |
| Citroën | productieaantal: | ?                 |                               |

| Citroën Peugeot |                  | concern: | PSA Peugeot Citroën Frankrijk |
| Citroën Peugeot | divisie:         | |                               |
| Citroën Peugeot | merk:            | Citroën en Peugeot Frankrijk |                               |
| Citroën Peugeot | model:           | C-Crosser cross-over-suv (Citroën; 1 generatie; gebaseerd op de 2e generatie Mitsubishi Outlander; door Mitsubishi in Japan geproduceerd) 4007 (variant van Peugeot; 1 generatie) |                               |
| Citroën Peugeot | einde productie: | 2012 |                               |
| Citroën Peugeot | productieaantal: | ca. 47.800 (C-Crosser) en 49.000 (4007) |                               |

| Citroën |                  | concern:          | PSA Peugeot Citroën Frankrijk |
| Citroën | divisie:         |                   |                               |
| Citroën | merk:            | Citroën Frankrijk |                               |
| Citroën | model:           | C4 sedan          |                               |
| Citroën | einde productie: | ?                 |                               |
| Citroën | productieaantal: | ?                 |                               |

| Dacia |                  | concern:                                           | Renault Frankrijk |
| Dacia | divisie:         |                                                    |                   |
| Dacia | merk:            | Dacia Roemenië                                     |                   |
| Dacia | model:           | Logan Pick-Up (gebaseerd op de 1e generatie Logan) |                   |
| Dacia | einde productie: | 2012                                               |                   |
| Dacia | productieaantal: | ?                                                  |                   |

| FIAT |                  | concern:    | onafhankelijk |
| FIAT | divisie:         |             |               |
| FIAT | merk:            | FIAT Italië |               |
| FIAT | model:           | 500         |               |
| FIAT | einde productie: | ?           |               |
| FIAT | productieaantal: | ?           |               |

| FIAT |                  | concern:    | onafhankelijk |
| FIAT | divisie:         |             |               |
| FIAT | merk:            | FIAT Italië |               |
| FIAT | model:           | Bravo       |               |
| FIAT | einde productie: | ?           |               |
| FIAT | productieaantal: | ?           |               |

| FIAT |                  | concern:                   | onafhankelijk |
| FIAT | divisie:         |                            |               |
| FIAT | merk:            | FIAT Italië                |               |
| FIAT | model:           | Scudo Combi (2e generatie) |               |
| FIAT | einde productie: | 2016                       |               |
| FIAT | productieaantal: | ?                          |               |

| Ford |                  | concern:                                                       | Ford Motor Company Verenigde Staten |
| Ford | divisie:         | Ford of Europe Duitsland                                       |                                     |
| Ford | merk:            | Ford Verenigde Staten                                          |                                     |
| Ford | model:           | Mondeo vijfdeurhatchback / sedan / stationwagen (3e generatie) |                                     |
| Ford | einde productie: | 2014                                                           |                                     |
| Ford | productieaantal: | ?                                                              |                                     |

| Ginetta |                  | concern:                    | onafhankelijk |
| Ginetta | divisie:         |                             |               |
| Ginetta | merk:            | Ginetta Verenigd Koninkrijk |               |
| Ginetta | model:           | G50                         |               |
| Ginetta | einde productie: | ?                           |               |
| Ginetta | productieaantal: | ?                           |               |

| Kia |                  | concern: | Hyundai Zuid-Korea |
| Kia | divisie:         | Kia Motors Europe Duitsland                                                                                     |                    |
| Kia | merk:            | Kia Zuid-Korea                                                                                                  |                    |
| Kia | model:           | Cee'd Sporty Wagon stationwagen / Pro_cee'd driedeurhatchback (1e generatie; ontwikkeld voor de Europese markt) |                    |
| Kia | einde productie: | 2012 |                    |
| Kia | productieaantal: | 646.305 (inclusief de vijfdeur uit 2006)                                                                        |                    |

| KTM |                  | concern:       | onafhankelijk |
| KTM | divisie:         |                |               |
| KTM | merk:            | KTM Oostenrijk |               |
| KTM | model:           | X-Bow          |               |
| KTM | einde productie: | ?              |               |
| KTM | productieaantal: | ?              |               |

| Lamborghini |                  | concern:                                                  | Volkswagen AG Duitsland |
| Lamborghini | divisie:         |                                                           |                         |
| Lamborghini | merk:            | Lamborghini Italië                                        |                         |
| Lamborghini | model:           | Reventón coupé-sportwagen (de roadster verscheen in 2009) |                         |
| Lamborghini | einde productie: | 2008                                                      |                         |
| Lamborghini | productieaantal: | 20                                                        |                         |

| Lotus |                  | concern:                                                                             | Proton Maleisië |
| Lotus | divisie:         |                                                                                      |                 |
| Lotus | merk:            | Lotus Verenigd Koninkrijk                                                            |                 |
| Lotus | model:           | 2-Eleven roadster (gebaseerd op de Exige S en voornamelijk bedoeld voor het circuit) |                 |
| Lotus | einde productie: | 2010                                                                                 |                 |
| Lotus | productieaantal: | 356                                                                                  |                 |

| Maserati |                  | concern:                                                                                  | FIAT Italië |
| Maserati | divisie:         |                                                                                           |             |
| Maserati | merk:            | Maserati Italië                                                                           |             |
| Maserati | model:           | GranTurismo coupé (1e generatie; de cabrioletvariant verscheen in 2010 als de GranCabrio) |             |
| Maserati | einde productie: | 2019                                                                                      |             |
| Maserati | productieaantal: | 28.805                                                                                    |             |

| Mercedes-Benz |                  | concern:                                                                                   | Daimler Duitsland |
| Mercedes-Benz | divisie:         |                                                                                            |                   |
| Mercedes-Benz | merk:            | Mercedes-Benz Duitsland                                                                    |                   |
| Mercedes-Benz | model:           | C-Klasse sedan / stationwagen (W204 / S204; 3e generatie; in 2011 verscheen ook een coupé) |                   |
| Mercedes-Benz | einde productie: | maart 2014 (stationwagen), juni 2014 (sedan)                                               |                   |
| Mercedes-Benz | productieaantal: | 1.650.824 (sedan), 416.677 (stationwagen)                                                  |                   |

| Mercedes-Benz |                  | concern: | Daimler Duitsland |
| Mercedes-Benz | divisie:         | |                   |
| Mercedes-Benz | merk:            | Mercedes-Benz Duitsland |                   |
| Mercedes-Benz | model:           | SLR McLaren Roadster (variant van de coupé uit 2003; in 2008 verscheen de krachtiger 722 S Roadster en in 2009 de gelimiteerde Stirling Moss) |                   |
| Mercedes-Benz | einde productie: | mei 2009 (SLR), medio 2010 (722 S) |                   |
| Mercedes-Benz | productieaantal: | 520 (SLR), 150 (722 S) |                   |

| Mini |                  | concern:                                                             | BMW Duitsland |
| Mini | divisie:         |                                                                      |               |
| Mini | merk:            | Mini Verenigd Koninkrijk                                             |               |
| Mini | model:           | driedeurhatchback (2e generatie) Clubman stationwagen (1e generatie) |               |
| Mini | einde productie: | november 2013                                                        |               |
| Mini | productieaantal: | meer dan 1 miljoen                                                   |               |

| Opel |                  | concern:                                                                                                   | General Motors Verenigde Staten |
| Opel | divisie:         | |                                 |
| Opel | merk:            | Opel Duitsland                                                                                             |                                 |
| Opel | model:           | Astra sedan (variant van de 3e generatie hatchback uit 2004; vooral voor Centraal- en Oost-Europa bestemd) |                                 |
| Opel | einde productie: | 2010 |                                 |
| Opel | productieaantal: | ? |                                 |

| Opel |                  | concern:                   | General Motors Verenigde Staten |
| Opel | divisie:         |                            |                                 |
| Opel | merk:            | Opel Duitsland             |                                 |
| Opel | model:           | GT roadster (2e generatie) |                                 |
| Opel | einde productie: | 2009                       |                                 |
| Opel | productieaantal: | 7519                       |                                 |

| Peugeot |                  | concern:                                                 | PSA Peugeot Citroën Frankrijk |
| Peugeot | divisie:         |                                                          |                               |
| Peugeot | merk:            | Peugeot Frankrijk                                        |                               |
| Peugeot | model:           | 207 SW stationwagen (afgeleid van de hatchback uit 2006) |                               |
| Peugeot | einde productie: | 2013                                                     |                               |
| Peugeot | productieaantal: | ?                                                        |                               |

| Peugeot |                  | concern:                                                                       | PSA Peugeot Citroën Frankrijk |
| Peugeot | divisie:         |                                                                                |                               |
| Peugeot | merk:            | Peugeot Frankrijk                                                              |                               |
| Peugeot | model:           | 308 drie- en vijfdeurhatchback (1e generatie)                                  |                               |
| Peugeot | einde productie: | 2013                                                                           |                               |
| Peugeot | productieaantal: | ruim 1,4 miljoen (inclusief de stationwagen uit 2008 en de cabriolet uit 2009) |                               |

| Porsche |                  | concern:          | onafhankelijk |
| Porsche | divisie:         |                   |               |
| Porsche | merk:            | Porsche Duitsland |               |
| Porsche | model:           | 911 GT2           |               |
| Porsche | einde productie: | 2009              |               |
| Porsche | productieaantal: | ?                 |               |

| Renault |                  | concern:                                                                      | onafhankelijk |
| Renault | divisie:         |                                                                               |               |
| Renault | merk:            | Renault Frankrijk                                                             |               |
| Renault | model:           | Clio Grandtour stationwagen (afgeleid van de 3e generatie hatchback uit 2005) |               |
| Renault | einde productie: | 2012                                                                          |               |
| Renault | productieaantal: | ?                                                                             |               |

| Renault |                  | concern: | onafhankelijk |
| Renault | divisie:         | |               |
| Renault | merk:            | Renault Frankrijk |               |
| Renault | model:           | Kangoo Express bestelwagen / ludospace (2e generatie; in 2012 verschenen de varianten Express Maxi en Grand Kangoo met verlengde wielbasis) |               |
| Renault | einde productie: | 2021 |               |
| Renault | productieaantal: | ? |               |

| Renault |                  | concern: | onafhankelijk |
| Renault | divisie:         | |               |
| Renault | merk:            | Renault Frankrijk |               |
| Renault | model:           | Laguna vijfdeurhatchback / Estate stationwagen (3e generatie; de stationwagen werd in sommige landen Grandtour genoemd) |               |
| Renault | einde productie: | 2015 |               |
| Renault | productieaantal: | ca. 295.000 (exclusief de coupé uit 2008)                                                                               |               |

| Renault |                  | concern:                                | onafhankelijk |
| Renault | divisie:         |                                         |               |
| Renault | merk:            | Renault Frankrijk                       |               |
| Renault | model:           | Twingo driedeurhatchback (2e generatie) |               |
| Renault | einde productie: | 2014                                    |               |
| Renault | productieaantal: | ca. 900.000                             |               |

| Rolls-Royce |                  | concern:                                                                               | BMW Duitsland |
| Rolls-Royce | divisie:         |                                                                                        |               |
| Rolls-Royce | merk:            | Rolls-Royce Verenigd Koninkrijk                                                        |               |
| Rolls-Royce | model:           | Phantom Drophead Coupé cabriolet (gebaseerd op de 7e generatie Phantom sedan uit 2003) |               |
| Rolls-Royce | einde productie: | 2016                                                                                   |               |
| Rolls-Royce | productieaantal: | ca. 2000                                                                               |               |

| SEAT |                  | concern:        | Volkswagen AG Duitsland |
| SEAT | divisie:         |                 |                         |
| SEAT | merk:            | Seat Spanje     |                         |
| SEAT | model:           | Altea Freetrack |                         |
| SEAT | einde productie: | ?               |                         |
| SEAT | productieaantal: | ?               |                         |

| SEAT |                  | concern:    | Volkswagen AG Duitsland |
| SEAT | divisie:         |             |                         |
| SEAT | merk:            | Seat Spanje |                         |
| SEAT | model:           | Altea XL    |                         |
| SEAT | einde productie: | ?           |                         |
| SEAT | productieaantal: | ?           |                         |

| Škoda |                  | concern:                                                                 | Volkswagen AG Duitsland |
| Škoda | divisie:         |                                                                          |                         |
| Škoda | merk:            | Škoda Tsjechië                                                           |                         |
| Škoda | model:           | Fabia vijfdeurhatchback (2e generatie)                                   |                         |
| Škoda | einde productie: | 2014                                                                     |                         |
| Škoda | productieaantal: | ca. 1,1 miljoen (verkocht in Europa; inclusief de stationwagen uit 2008) |                         |

| Smart |                  | concern:                                                  | Daimler Duitsland |
| Smart | divisie:         |                                                           |                   |
| Smart | merk:            | Smart Duitsland                                           |                   |
| Smart | model:           | Fortwo Coupé driedeur-stadswagen / Cabrio (2e generatie)  |                   |
| Smart | einde productie: | 2015                                                      |                   |
| Smart | productieaantal: | bijna 700.000 (verkocht in Europa en de Verenigde Staten) |                   |

| Vauxhall |                  | concern:                     | General Motors Verenigde Staten |
| Vauxhall | divisie:         |                              |                                 |
| Vauxhall | merk:            | Vauxhall Verenigd Koninkrijk |                                 |
| Vauxhall | model:           | VXR8                         |                                 |
| Vauxhall | einde productie: | ?                            |                                 |
| Vauxhall | productieaantal: | ?                            |                                 |

| Volkswagen |                  | concern:             | onafhankelijk |
| Volkswagen | divisie:         |                      |               |
| Volkswagen | merk:            | Volkswagen Duitsland |               |
| Volkswagen | model:           | Tiguan               |               |
| Volkswagen | einde productie: | ?                    |               |
| Volkswagen | productieaantal: | ?                    |               |

| Volkswagen |                  | concern:             | onafhankelijk |
| Volkswagen | divisie:         |                      |               |
| Volkswagen | merk:            | Volkswagen Duitsland |               |
| Volkswagen | model:           | Golf SW              |               |
| Volkswagen | einde productie: | ?                    |               |
| Volkswagen | productieaantal: | ?                    |               |

| Volvo |                  | concern:     | Ford Motor Company Verenigde Staten |
| Volvo | divisie:         |              |                                     |
| Volvo | merk:            | Volvo Zweden |                                     |
| Volvo | model:           | V50          |                                     |
| Volvo | einde productie: | ?            |                                     |
| Volvo | productieaantal: | ?            |                                     |

| Volvo |                  | concern:     | Ford Motor Company Verenigde Staten |
| Volvo | divisie:         |              |                                     |
| Volvo | merk:            | Volvo Zweden |                                     |
| Volvo | model:           | V70          |                                     |
| Volvo | einde productie: | ?            |                                     |
| Volvo | productieaantal: | ?            |                                     |

| Volvo |                  | concern:     | Ford Motor Company Verenigde Staten |
| Volvo | divisie:         |              |                                     |
| Volvo | merk:            | Volvo Zweden |                                     |
| Volvo | model:           | XC70         |                                     |
| Volvo | einde productie: | ?            |                                     |
| Volvo | productieaantal: | ?            |                                     |

| Volvo |                  | concern:     | Ford Motor Company Verenigde Staten |
| Volvo | divisie:         |              |                                     |
| Volvo | merk:            | Volvo Zweden |                                     |
| Volvo | model:           | S40          |                                     |
| Volvo | einde productie: | ?            |                                     |
| Volvo | productieaantal: | ?            |                                     |